# A1 Bregenz
A1 Bregenz HB er en østrigsk håndboldklub. Klubben blev grundlagt i 1946 som en underforening til SC Schwarz-Weiß Bregenz, der også havde afdelinger for blandt andet fodbold og tennis. De blev en selvstændig klub i 1999. Indtil 1995 spillede man i det tyske ligasystem, men har derefter tilhørt det østrigske ligasystem. Efter to sæsoner i næstøverste række i Østrig rykkede klubben op i øverste række i 1997/98. I 2000/01 vandt klubben det østrigske mesterskab for første gang, hvilket dog skulle gentage sig syv gange de efterfølgende otte sæsoner. Den østrigske pokalturnering har klubben vundet fire gange (2000, 2002, 2003 og 2006). Klubben har deltaget i gruppespillet i EHF Champions League fire gange i 2000'erne. 